# 五智 (上越市)
五智（ごち）は、新潟県上越市にある大字である。

## 概要
当地区には、駅は設置されておらず、1番近い駅はえちごトキめき鉄道・東日本旅客鉄道（JR東日本）の直江津駅である。
レジャー施設などは「上越市立水族館博物館うみがたり」や「五智公園」や「直江津海水浴場」などがある。
校区は、小学校は上越市立国府小学校、中学校は上越市立直江津中学校である。

## 社寺
奈良時代に聖武天皇の詔により日本各地に建立された国分寺のうち、越後国国分寺の後継寺院にあたる、五智国分寺があり、付近に居多神社、浜善光寺、諏訪神社などが存在する。